# Tricam

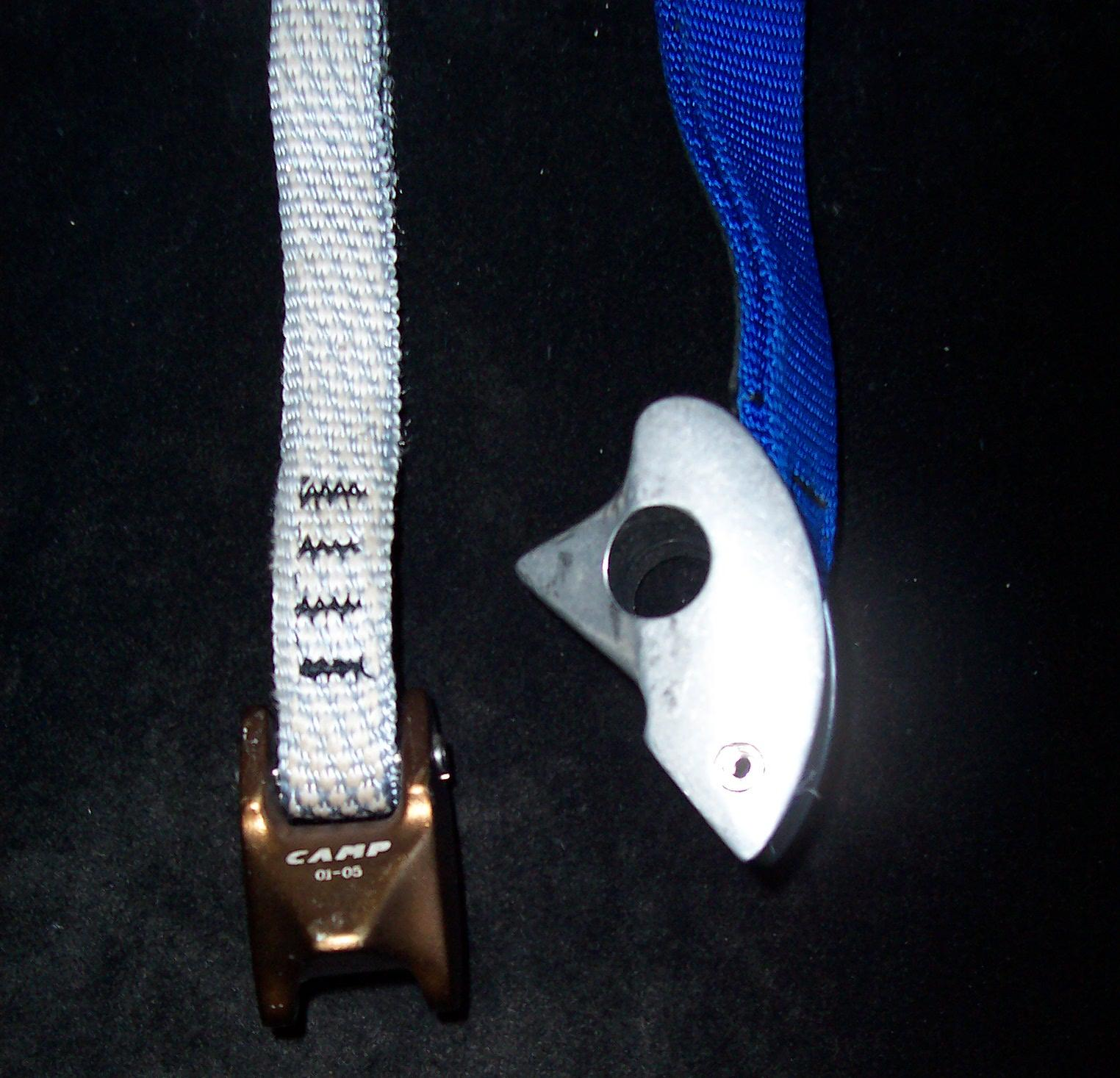
Un par de Tricams: a la derecha, de nylon tamaño 2.0, y a la izquierda, un Dyneema tamaño 1.5.

Un Tricam es un tipo de material para fijaciones en escalada.
El Tricam fue inventado por Greg Lowe en 1973, y se comercializó en 1981.

## Diseño
El Tricam es un dispositivo pasivo que consiste en una pieza de aluminio unida a una cinta de longitud corta, habitualmente de fibras sintéticas. La mayoría tienen una unidad sólida forjada, pero los de mayor tamaño están hechos de hoja de metal remachada.
Este dispositivo se inserta en una grieta de forma que al tirar de la cinta la pieza se encaja entre los lados de la grieta, apretando contra la roca más firmemente. Al tirar de la cinta, la fuerza hacia abajo pivota sobre la punta, lo que muerde en roca blanda o hielo e incrementa el poder de fijación del tricam.

## Beneficios
Los Tricams no son tan fáciles de colocar o retirar como los friends pero son más baratos y más ligeros. Algunas grietas y ranuras demasiado superficiales para proteger con friends son fácilmente protegidas con tricams. No tienen partes móviles para inmovilizar, haciéndolos una opción excelente para el montañero.

## Desventajas
Colocar un Tricam requiere práctica. Se necesita especial cuidado para que el Tricam no se suelte al escalar por encima, debido al tirón de la cuerda. Típicamente, se obtiene una mayor seguridad utilizando una cinta más larga. Los Tricams pueden quedar "anclados" en una fijación después de estar sometidos a una dura caída, haciendo difícil su recuperación y probable su abandono.

## Especificaciones
Los Tricams están disponibles en una variedad de tamaños para ajustarse a grietas de 10–140 mm de anchura. Son especialmente útiles en grietas horizontales, agujeros taladrados de cantera, y en caliza, donde pueden ser el único tipo de sujeción que funcione. El tamaño más pequeño puede funcionar bien en viejas fijaciones de clavijas.

## Galería

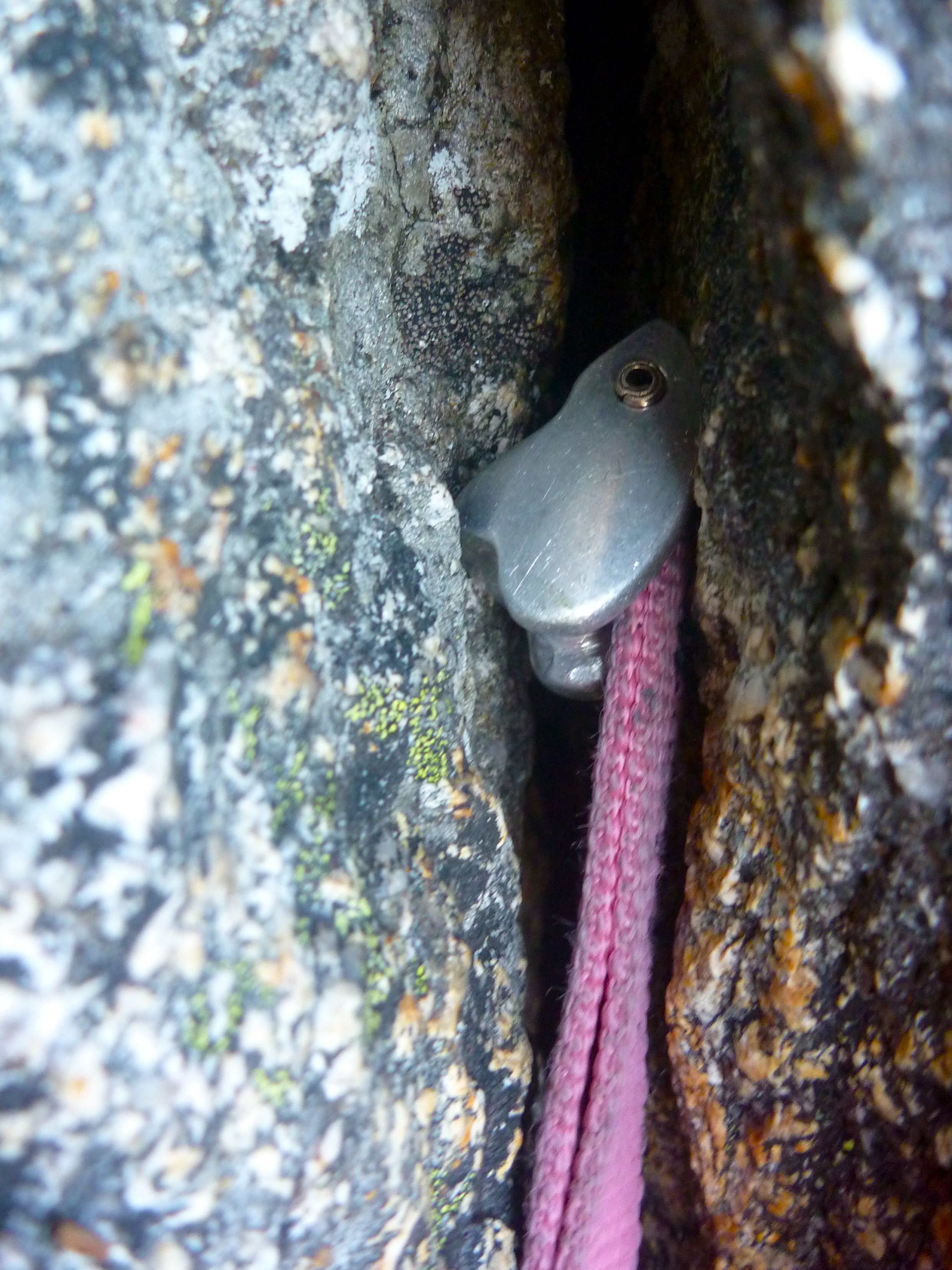
Utilización típica de un Tricam no. 0.5
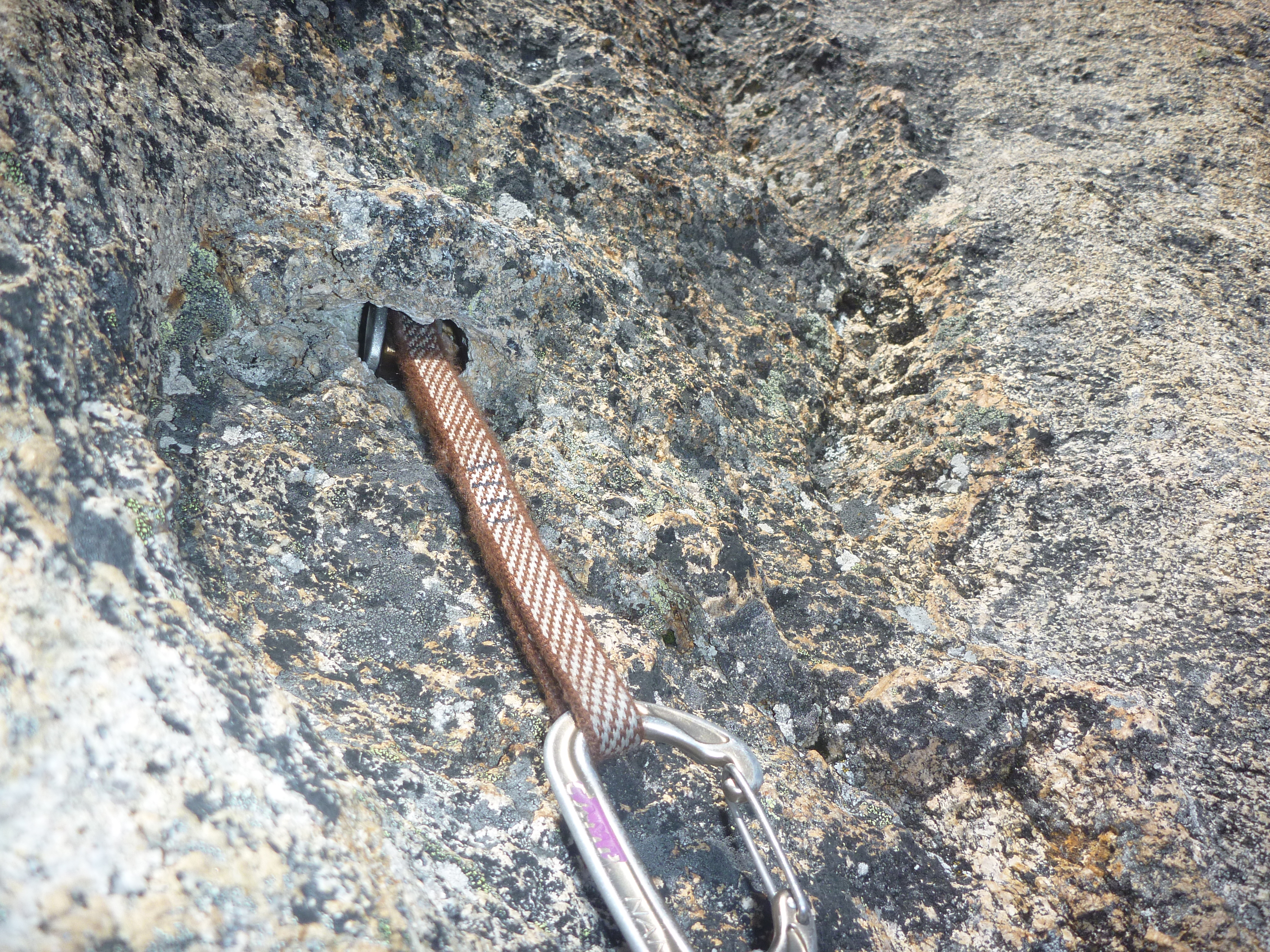
Tricam no. 1.5 en un lugar donde pocas fijaciones funcionarían
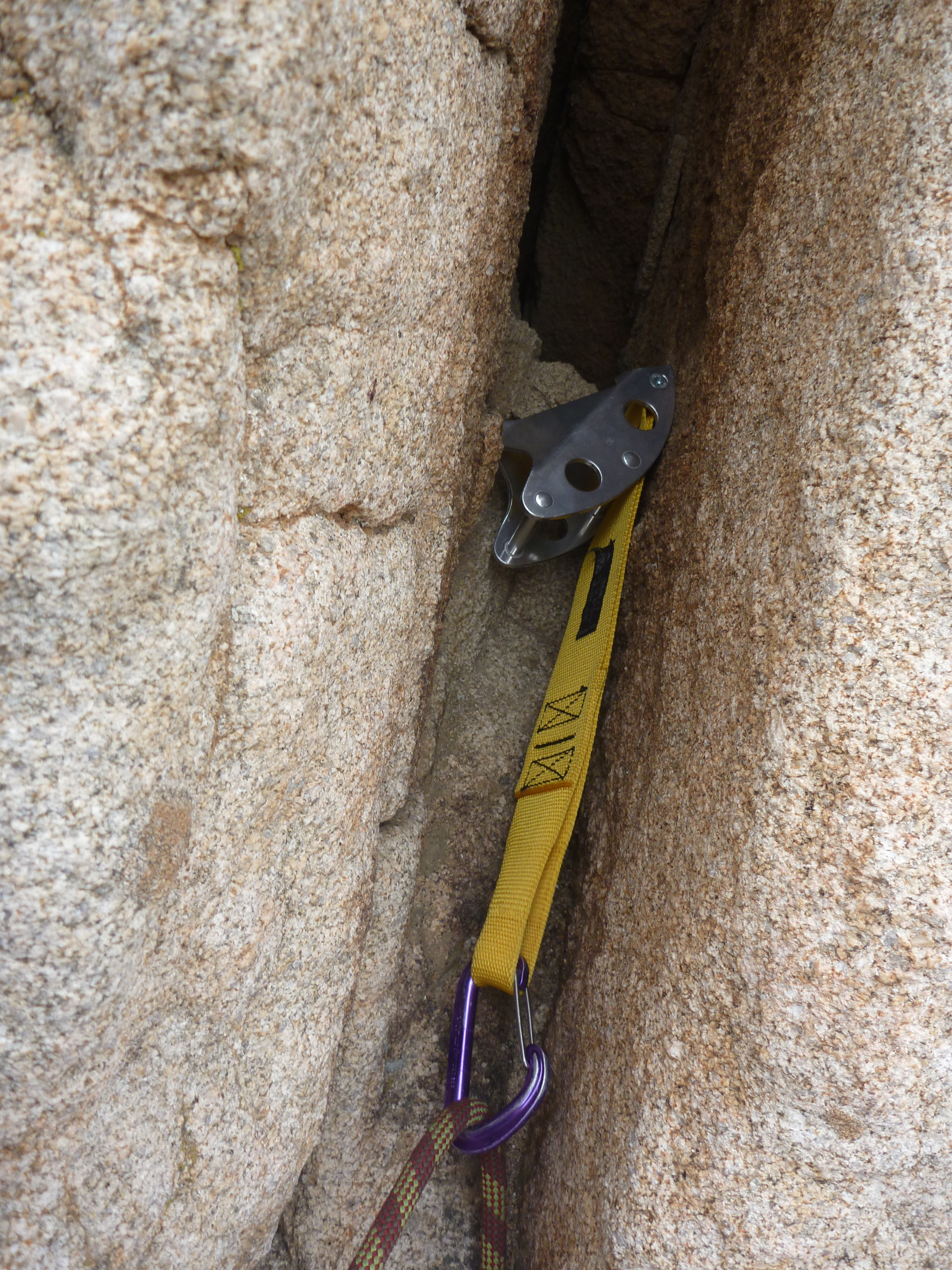
Un Tricam no. 7 situado en una grieta ancha
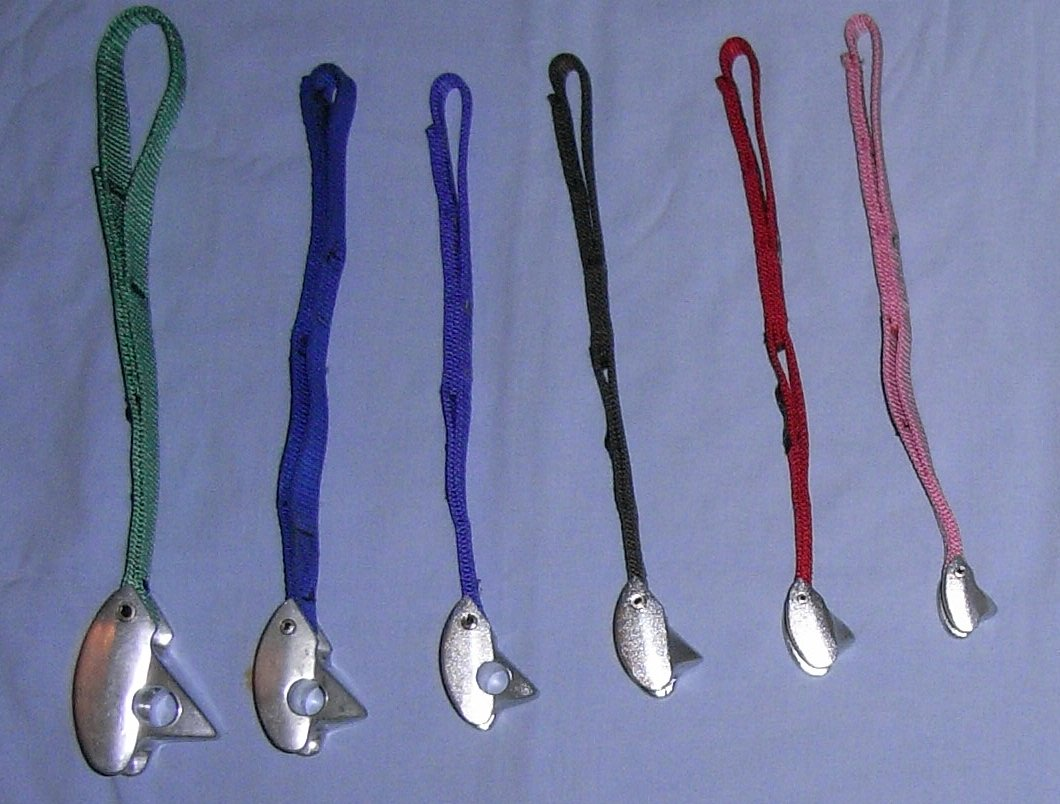
Conjunto de Tricams